# ハゴロモモ科
ハゴロモモ科（ハゴロモモか、学名: Cabombaceae）は被子植物のスイレン目に属する科の1つであり、多年生の水草であるジュンサイ属の1種とハゴロモモ属の約5種を含む。ジュンサイ科ともよばれる。
水中に茎を伸ばし、葉をつける。ジュンサイ属は主に楕円形の浮水葉をもつ浮葉植物であるが（図1a）、ハゴロモモ属は細かく分岐した沈水葉をつける沈水植物である（図1b）。花は離生心皮（複数の雌しべ）をもつ3数性の同花被花（萼片と花弁が分化していない花）であり、水上で開花する（図1a）。ヨーロッパを除く世界中の熱帯から温帯域にかけて散在的に分布している。日本にはジュンサイが自生し、古くから食材とされている。アメリカ大陸原産のハゴロモモ属（カボンバ）はアクアリウムでの鑑賞用に栽培され、本属のハゴロモモ（フサジュンサイ）は逸出して日本で野生化している。

## 特徴
ハゴロモモ科に属する植物は、多年生の水生植物である。地下茎は底泥中にあって節から不定根を生じ、水中へ茎を伸ばす。菌根を欠く。茎の維管束は散在する。節は1葉隙2葉跡性。葉は水中茎から生じ、互生（螺生）、対生または3輪生し、葉脈は放射状（掌状脈）、托葉を欠く（下図2a, b）。ジュンサイ属は基本的に浮水葉（浮葉）のみをもつが（下図2a）、ハゴロモモ属は沈水葉（水中葉）を主とし、ときに浮水葉をつける（下図2b, 3c, d）。浮水葉の葉身は内巻き、ふつう楯状で葉柄が背軸面（裏面）中央付近につく（下図2a, b）。気孔は stephanocytic または不規則型。アルカロイドを欠く。エラジタンニンとガロタンニンをもつ（ジュンサイ）。師管の色素体はS-type。通気組織に富む。粘液質の分泌毛をもつことがある。
花は比較的小さく両性、放射相称、3数性、水中茎の葉腋から生じた比較的長い花柄の先に1個つき、水上で咲く（上図2a, b, 下図3）。同花被花であり、外花被片と内花被片は3枚ずつ輪生する（下図3）。花被片は基本的に離生するが、ハゴロモモ属では基部がやや合生する。雄蕊（雄しべ）は3–24個、輪生または螺生、花糸は細長く、離生する（下図3b）。葯は4花粉嚢からなり、側向から外向、縦裂開する。花粉嚢のタペート組織はアメーバ型。小胞子形成は連続型または同時型、花粉粒は単溝粒または三又溝粒。花弁状仮雄しべはない。雌蕊（雌しべ）は離生心皮であり（基部でやや合着するものもいる）、3–24個（上図2b, 下図3a）。花柱は短く、柱頭は線状（ジュンサイ属）または頭状（ハゴロモモ属）（上図2b, 下図3a）。子房上位であり、縁辺胎座から面生胎座、1心皮あたり胚珠はふつう1–3個。胚珠は倒生胚珠で2珠皮性、珠孔は内珠皮性。胚嚢は4細胞性（1個の卵細胞、2個の助細胞、1個の1核中央細胞）。胚乳（内乳）形成は遊離核型、胚乳は複相だが退化し、デンプンに富む周乳（胚珠において胚嚢内ではなくそれを囲む珠心に養分が貯蔵された構造）が発達する。果実は痩果または袋果状の非裂開果（上図2a）。種子は有蓋、仮種皮はない。胚は小さい。

## 分布・生態

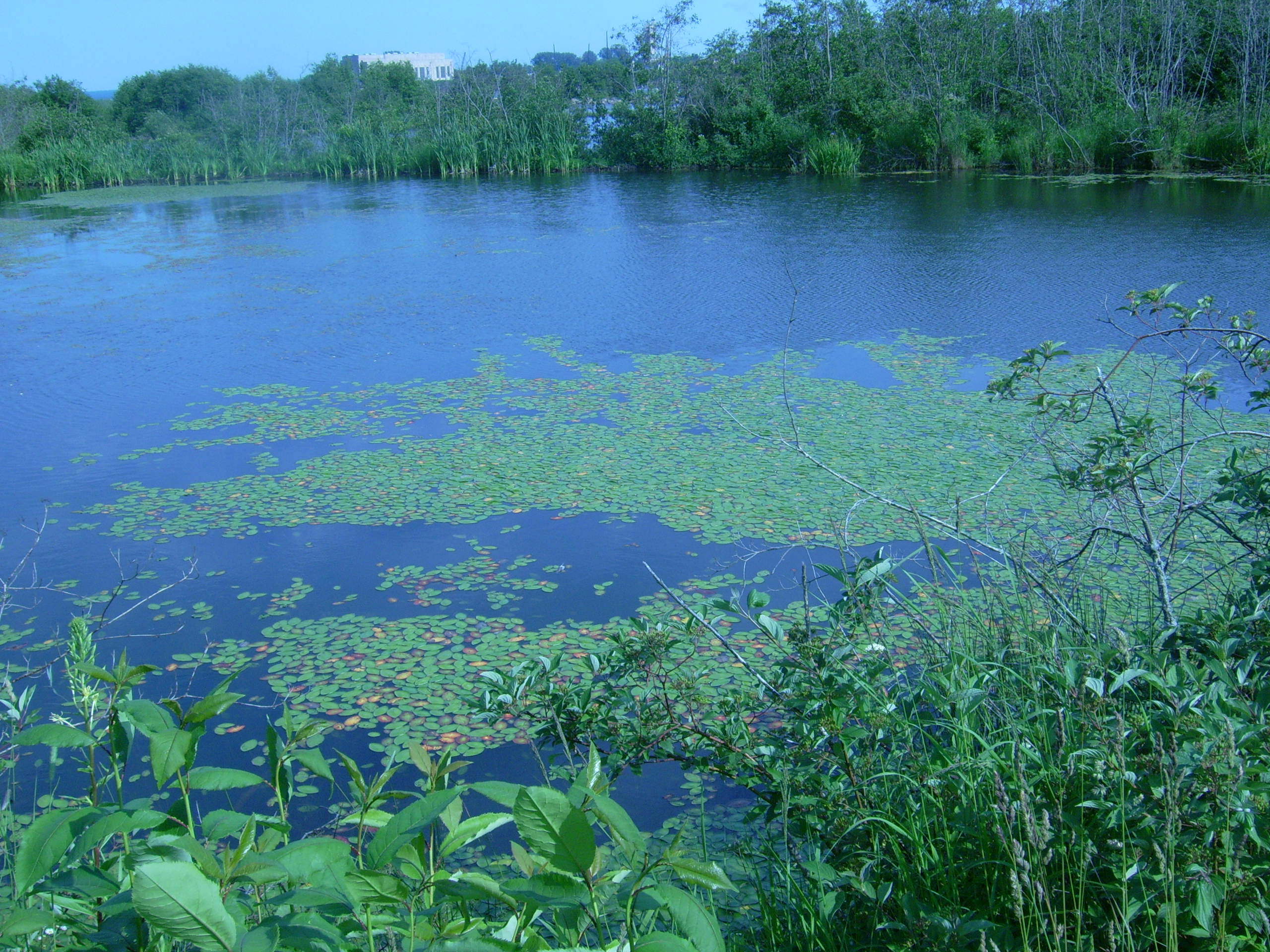
4. ジュンサイが生育する池（カナダ）

ヨーロッパを除く世界中の熱帯から温帯域に散在的に分布する。ジュンサイは北米から南米、東アジア〜南アジア、オーストラリア、アフリカに分布し、ハゴロモモ属は北米から南米にかけて分布する（ただし下記のように世界中に帰化している）。
沈水性または浮葉性の多年生水生植物であり、湖沼や河川などの淡水域に生育する（図4）。
雌性先熟であり、雌しべが雄しべより前に成熟することで同花受粉を避ける（上図3a, b）。ハゴロモモ属は内花被片上にそれぞれ1対の蜜腺をもち（上図3d）、おもにハエ目やハチ目の昆虫によって花粉媒介される。一方、ジュンサイの花は蜜腺を欠き、葯が揺れやすい風媒花であると考えられている。

## 人間との関わり
日本では、粘液質で覆われたジュンサイの若芽を吸い物や酢の物として古くから利用している（図5a）。この粘液質はガラクトマンナンを主成分とし、茎や葉柄、葉の裏面などに存在する分泌毛から分泌される。
ハゴロモモ属（カボンバ）のいくつかの種は、アクアリウムでの観賞用として金魚や熱帯魚とともに栽培される（図5b）。特にハゴロモモ（フサジュンサイ）は世界中で利用されており、日本を含めて逸出して帰化した地域も多い。

## 系統と分類
ハゴロモモ科はスイレン科に近縁であり、ともに水草で内巻き・楯状の葉をもつ。スイレン科に含める（スイレン科の1亜科とする）ことも多かったが（新エングラー体系など）、水中茎をもつこと、花被片や雄しべが3数性で輪生していること、雌しべが離生心皮であることなどの点でスイレン科のものとは異なり、2021年現在では別科に分類することが多い。ただし分子系統学的研究からは、ハゴロモモ科の2属がスイレン科に含まれる可能性も否定できないともされる。
ハゴロモモ科とスイレン科は明瞭な単系統群を形成しており、さらにこの系統群の姉妹群はヒダテラ科である。この3つの科はスイレン目にまとめられている。スイレン目は被子植物の初期分岐群の1つであり、現生被子植物の中ではアンボレラ目に次いで2番目に分岐した植物群であると考えられている。
ハゴロモモ科には、ジュンサイ属の1種とハゴロモモ属の約5種の計2属約6種が含まれる（下表1）。
| 表1. ハゴロモモ科の種までの分類体系の一例 - ハゴロモモ科（ジュンサイ科） Cabombaceae A. Richard (1822) - ジュンサイ属 Brasenia Schreb. (1789) - ジュンサイ Brasenia schreberi J.F.Gmel. (1791) - ハゴロモモ属 Cabomba Aubl. (1775) - Cabomba aquatica Aubl. (1775) - ハゴロモモ（フサジュンサイ） Cabomba caroliniana A. Gray (1837) - Cabomba furcata Schult. & Schult. f. (1830) - Cabomba haynesii Wiersema (1989) - Cabomba palaeformis Fassett (1953) |

ブラジル北東部の白亜紀前期（約1億1500万年前）の地層から報告されている Pluricarpellatia は、ハゴロモモ科に関係する植物であると考えられている。